# Campeonato da Europa de Atletismo de 2018 - Maratona masculina
A prova da maratona masculina do Campeonato da Europa de Atletismo de 2018 foi disputada no dia 12 de agosto de 2018 pelas ruas de Berlim, com chegada no Estádio Olímpico de Berlim. 

## Recordes
Antes desta competição, os recordes mundiais e do campeonato nesta prova eram os seguintes:
|                       | Nome                   | Nacionalidade | Tempo    | Local      | Data                   |
| --------------------- | ---------------------- | ------------- | -------- | ---------- | ---------------------- |
| Recorde mundial       | Dennis Kipruto Kimetto | Quênia        | 2h02m57s | Berlim     | 28 de setembro de 2014 |
| Recorde do campeonato | Martín Fiz             | Espanha       | 2h10m31s | Helsínquia | 14 de agosto de 1994   |
| Recorde europeu       | Sondre Nordstad Moen   | Noruega       | 2h05m48s | Fukuoka    | 3 de dezembro de 2017  |

Os seguintes recordes foram estabelecidos durante esta competição: 
| Data         | Evento | Atleta     | Nacionalidade | Tempo      | Notas                 |
| ------------ | ------ | ---------- | ------------- | ---------- | --------------------- |
| 12 de agosto | Final  | Koen Naert | Bélgica       | 2h 09m 51s | Recorde do campeonato |

## Medalhistas
| Ouro             | Prata                 | Bronze               |
| Koen Naert (BEL) | Tadesse Abraham (SUI) | Yassine Rachik (ITA) |

## Cronograma
Todos os horários são locais (UTC+2).
| Data         | Hora  | Evento |
| ------------ | ----- | ------ |
| 12 de agosto | 10:00 | Final  |

## Resultado
| Posição           | Atleta                    | Nacionalidade | Tempo   | Notas                 |
| ----------------- | ------------------------- | ------------- | ------- | --------------------- |
| Medalha de ouro   | Koen Naert                | Bélgica       | 2:09:51 | Recorde do campeonato |
| Medalha de prata  | Tadesse Abraham           | Suíça         | 2:11:24 |                       |
| Medalha de bronze | Yassine Rachik            | Itália        | 2:12:09 | Recorde pessoal       |
| 4                 | Javier Guerra             | Espanha       | 2:12:22 |                       |
| 5                 | Eyob Faniel               | Itália        | 2:12:43 |                       |
| 6                 | Jesús España              | Espanha       | 2:12:58 | Recorde da temporada  |
| 7                 | Marhu Teferi              | Israel        | 2:13:00 | Recorde nacional      |
| 8                 | Lemawork Ketema           | Áustria       | 2:13:22 | Recorde pessoal       |
| 9                 | Tiidrek Nurme             | Estónia       | 2:15:16 | Recorde pessoal       |
| 10                | Peter Herzog              | Áustria       | 2:15:29 | Recorde pessoal       |
| 11                | Peter Gröschel            | Alemanha      | 2:15:48 |                       |
| 12                | Stefano La Rosa           | Itália        | 2:15:57 |                       |
| 13                | Mariusz Giżyński          | Polónia       | 2:16:02 |                       |
| 14                | Ihor Olefirenko           | Ucrânia       | 2:16:35 |                       |
| 15                | Kevin Seaward             | Irlanda       | 2:16:58 | Recorde da temporada  |
| 16                | Camilo Raúl Santiago      | Espanha       | 2:17:24 |                       |
| 17                | Roman Fosti               | Estónia       | 2:17:57 | Recorde da temporada  |
| 18                | Mick Clohisey             | Irlanda       | 2:18:00 |                       |
| 19                | Henryk Szost              | Polónia       | 2:18:09 |                       |
| 20                | Valdas Dopolskas          | Lituânia      | 2:18:12 |                       |
| 21                | Arkadiusz Gardzielewski   | Polónia       | 2:18:21 |                       |
| 22                | Pedro Nimo                | Espanha       | 2:18:43 |                       |
| 23                | Yavuz Ağralı              | Turquia       | 2:18:46 |                       |
| 24                | Oleksandr Sitkovskyy      | Ucrânia       | 2:18:52 |                       |
| 25                | Sean Hehir                | Irlanda       | 2:18:58 |                       |
| 26                | Remigijus Kančys          | Lituânia      | 2:18:59 |                       |
| 27                | Christian Kreienbühl      | Suíça         | 2:19:00 |                       |
| 28                | Jonas Koller              | Alemanha      | 2:19:16 |                       |
| 29                | Gáspár Csere              | Hungria       | 2:19:21 |                       |
| 30                | Abdellatif Meftah         | França        | 2:19:23 |                       |
| 31                | Yohan Durand              | França        | 2:19:33 |                       |
| 32                | Ihor Russ                 | Ucrânia       | 2:19:39 |                       |
| 33                | Sebastian Reinwand        | Alemanha      | 2:19:46 |                       |
| 34                | Iraitz Arrospide          | Espanha       | 2:19:49 |                       |
| 35                | Yuriy Rusyuk              | Ucrânia       | 2:19:49 |                       |
| 36                | Sergiu Ciobanu            | Irlanda       | 2:19:49 |                       |
| 37                | Mert Girmalegesse         | Turquia       | 2:19:58 |                       |
| 38                | Philipp Baar              | Alemanha      | 2:19:59 |                       |
| 39                | Benjamin Malaty           | França        | 2:20:19 |                       |
| 40                | Ignas Brasevičius         | Lituânia      | 2:20:20 |                       |
| 41                | Christian Steinhammer     | Áustria       | 2:20:40 |                       |
| 42                | Andreas Kempf             | Suíça         | 2:21:35 |                       |
| 43                | Patrik Wägeli             | Suíça         | 2:21:59 |                       |
| 44                | Konstantinos Gkelaouzos   | Grécia        | 2:22:24 |                       |
| 45                | Błażej Brzeziński         | Polónia       | 2:22:35 |                       |
| 46                | Marcus Schöfisch          | Alemanha      | 2:22:57 |                       |
| 47                | Paul Pollock              | Irlanda       | 2:23:26 |                       |
| 48                | Geronimo von Wartburg     | Suíça         | 2:23:46 |                       |
| 49                | Jānis Višķers             | Letônia       | 2:25:28 |                       |
| 50                | Panagiotis Karaiskos      | Grécia        | 2:25:37 | Recorde pessoal       |
| 51                | Marcel Berni              | Suíça         | 2:25:53 |                       |
| 52                | Artur Kozłowski           | Polónia       | 2:26:28 |                       |
| 53                | Üzeyir Söylemez           | Turquia       | 2:27:24 |                       |
| 54                | Jean-Damascène Habarurema | França        | 2:27:36 |                       |
| 55                | Mindaugas Viršilas        | Lituânia      | 2:27:47 |                       |
| 56                | Daniel Daly               | Croácia       | 2:29:25 |                       |
| 57                | Arnold Rogers             | Gibraltar     | 2:32:41 | Recorde pessoal       |
| 58                | Dimosthenis Magginas      | Grécia        | 2:44:57 |                       |
| 59                | Abdi Nageeye              | Países Baixos | DNF     |                       |
| 59                | Mikael Ekvall             | Suécia        | DNF     |                       |
| 59                | Philipp Pflieger          | Alemanha      | DNF     |                       |
| 59                | Ömer Alkanoğlu            | Turquia       | DNF     |                       |
| 59                | Tibor Sahajda             | Eslováquia    | DNF     |                       |
| 59                | Daviti Kharazishvili      | Geórgia       | DNF     |                       |
| 59                | Valentin Pfeil            | Áustria       | DNF     |                       |
| 59                | Abdi Hakin Ulad           | Dinamarca     | DNF     |                       |
| 59                | Weldu Negash Gebretsadik  | Noruega       | DNF     |                       |
| 59                | Dmytro Laschyn            | Ucrânia       | DNF     |                       |
| 59                | Sondre Nordstad Moen      | Noruega       | DNF     |                       |
| 59                | Muzaffer Bayram           | Turquia       | DNF     |                       |
| 59                | Hassan Chahdi             | França        | DNF     |                       |
| 59                | Yared Shegumo             | Polónia       | DNF     |                       |

Legenda
| Recorde mundial       | Recorde mundial (World record)               |                       | Recorde africano                      | Recorde africano (African) |                                           | Q | Classificado por posição (Qualified) |
| Recorde do campeonato | Recorde do campeonato (Championship record)  | Recorde da América    | Recorde da América (Americas)         | q                          | Classificado por melhor tempo (Qualified) |   |                                      |
| Melhor marca do ano   | Melhor marca do ano (World leading)          | Recorde asiático      | Recorde asiático (Asian)              | DNS                        | Não largou (Did not start)                |   |                                      |
| Recorde nacional      | Recorde nacional (National record)           | Recorde europeu       | Recorde europeu (European)            | DNF                        | Não terminou (Did not finish)             |   |                                      |
| Recorde pessoal       | Recorde pessoal do atleta (Personal best)    | Recorde da Oceania    | Recorde da Oceania (Oceania)          | DSQ / DQ                   | Desclassificado (Disqualified)            |   |                                      |
| Recorde da temporada  | Recorde da temporada do atleta (Season best) | Recorde sul-americano | Recorde sul-americano (South America) | NM                         | Sem marca (No mark)                       |   |                                      |